# Désirée (chanteuse)
Pour les articles homonymes, voir Désirée.
Désirée est une auteure-compositrice-interprète québécoise née le 24 mars 1996 à Victoria en Colombie-Britannique.

## Biographie
Désirée a déménagé très jeune au Québec et a grandi dans plusieurs régions avant de s'établir à Montréal : la couronne nord, l'Abitibi et l'Outaouais (Gatineau). L'auteure-compositrice-interprète pianotait depuis ses 12 ans avant de décider de faire carrière en musique. Elle a d'abord été intervenante auprès d'adultes ayant un trouble du spectre de l'autisme.
Reconnue pour sa voix rauque à la fois douce et puissante, sa reprise de la chanson Ayoye de Offenbach sortie en mai 2017 a reçu un accueil retentissant sur le web, cumulant à l'hiver 2020 plus de 280 000 visionnements YouTube.
Le 19 avril 2019, après avoir pris le temps de bâtir un projet qui lui ressemble, elle fait paraître un premier album en carrière, intitulé Madeleine en l'honneur de sa défunte arrière-grand-mère qui l'a pratiquement élevée. Sous l'étiquette Rosemarie Records, cet opus réalisé par Gautier Marinof est marqué par la mélancolie et l'émotion.

## Prix et distinctions
En 2017, Désirée se retrouve en demi-finale de la 5e édition de La Voix au Québec. Elle faisait partie de l'équipe de Éric Lapointe. S'accompagnant au piano à l'audition à l'aveugle, elle avait gagné l'attention des quatre juges par sa version émouvante de Je déteste ma vie de Pierre Lapointe.
En 2018, elle accède également aux demi-finales de la 50e édition du Festival international de la chanson de Granby. Sa participation lui a d'ailleurs mérité une place aux Rencontres d’Astaffort 2019 parrainées par Francis Cabrel.